# Municipio de Union (condado de Lewis)
El municipio de Union (en inglés: Union Township) es un municipio ubicado en el condado de Lewis en el estado estadounidense de Misuri. En el año 2010 tenía una población de 1872 habitantes y una densidad poblacional de 9,42 personas por km².

## Geografía
El municipio de Union se encuentra ubicado en las coordenadas 40°0′58″N 91°32′32″O / 40.01611, -91.54222. Según la Oficina del Censo de los Estados Unidos, el municipio tiene una superficie total de 198.77 km², de la cual 191.16 km² corresponden a tierra firme y (3.83%) 7.6 km² es agua.

## Demografía
Según el censo de 2010, había 1872 personas residiendo en el municipio de Union. La densidad de población era de 9,42 hab./km². De los 1872 habitantes, el municipio de Union estaba compuesto por el 91.99% blancos, el 5.4% eran afroamericanos, el 0.16% eran amerindios, el 0.11% eran asiáticos, el 0.16% eran isleños del Pacífico, el 0.27% eran de otras razas y el 1.92% pertenecían a dos o más razas. Del total de la población el 0.59% eran hispanos o latinos de cualquier raza.